# Rick Fox
Ulrich Alexander "Rick" Fox (Toronto, Ontario, 24 de juliol de 1969) és un exjugador de bàsquet canadenc, que va jugar com aler a la NBA. Va jugar amb els Boston Celtics i Los Angeles Lakers. Va esta actiu des del 1991 fins al 2004. També ha fet d'actor en algunes pel·lícules. A més, és propietari d'un equip professional del videojoc League of Legends, Echo Fox.